# 800 mètres masculin aux Jeux olympiques d'été de 1948 (athlétisme)
Navigation
Berlin 1936 Helsinki 1952
L'épreuve du 800 mètres masculin aux Jeux olympiques de 1948 s'est déroulée du 30 juillet au 2 août 1948 au Stade de Wembley de Londres, au Royaume-Uni. Elle est remportée par l'Américain Mal Whitfield.

## Résultats

### Finale
| Rang               | Athlète              | Pays            | Temps  | Notes |
| ------------------ | -------------------- | --------------- | ------ | ----- |
| Médaille d'or      | Mal Whitfield        | États-Unis      | 1:49.2 | OR    |
| Médaille d'argent  | Arthur Wint          | Jamaïque        | 1:49.5 |       |
| Médaille de bronze | Marcel Hansenne      | France          | 1:49.8 |       |
| 4                  | Herb Barten          | États-Unis      | 1:50.1 |       |
| 5                  | Ingvar Bengtsson     | Suède           | 1:50.5 |       |
| 6                  | Bob Chambers         | États-Unis      | 1:52.1 |       |
| 7                  | Robert Chef d'Hôtel  | France          | 1:53.0 |       |
| 8                  | John Parlett         | Grande-Bretagne | 1:53.4 |       |
| 9                  | Niels Holst-Sørensen | Danemark        | 1:54.0 |       |

## Légende
Records et Performances
- AR : Record continental (area record)
- CR : Record des championnats (championship record)
- MR : Record du meeting (meet record)
- NR : Record national (national record)
- OR : Record olympique (olympic record)
- PR : Record paralympique (paralympic record)
- PB : Record personnel (personal best)
- SB : Meilleure performance personnelle de la saison (season's best)
- WL : Meilleure performance mondiale de l'année (world leader)
- WJR : Record du monde junior (world junior record)
- WR : Record du monde (world record)

Circonstances et Conditions
- DNF : N'a pas terminé (did not finish)
- DNS : N'a pas pris le départ (did not start)
- DQ : Disqualification (disqualification)
- NM : Aucun essai valable enregistré (No Mark)
- Q : Qualifié « directement » au prochain tour (ou à la prochaine compétition), lors d'une compétition majeure, grâce au classement ou à la réalisation des minima (automatic qualifier)
- q : Qualifié au prochain tour (ou à la prochaine compétition), lors d'une compétition majeure, grâce au repêchage ou à la réalisation de l'une des meilleures performances parmi celles des « non qualifiés directement » (grâce au meilleur temps ou à la meilleure distance par exemple) (secondary qualifier)